# Élder

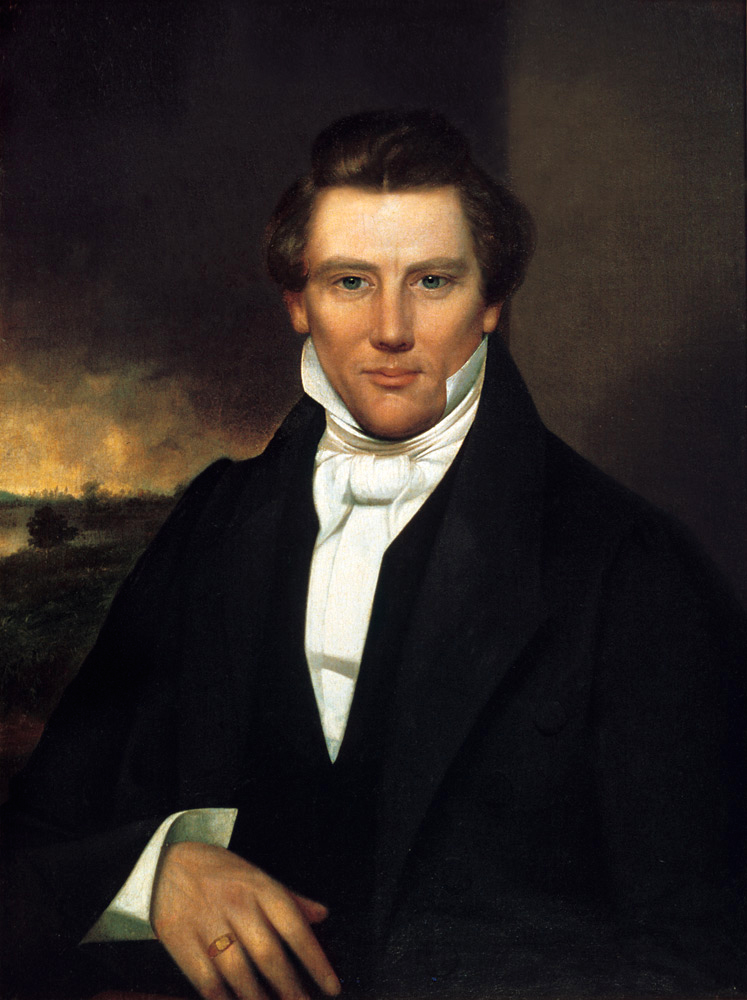
Joseph Smith Jr. em 1842, primeiro élder de A Igreja de Jesus Cristo dos Santos dos Últimos Dias.

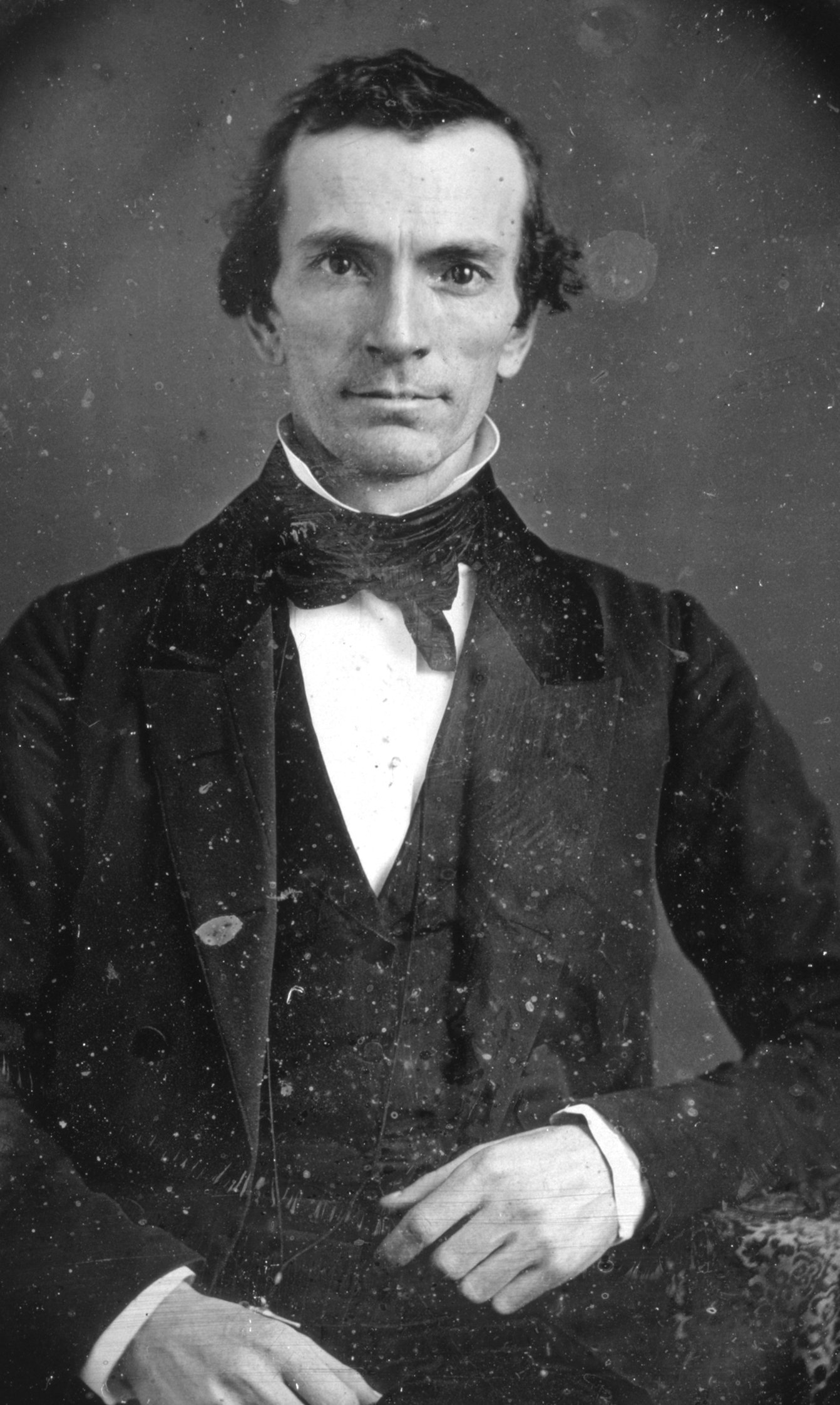
Oliver Cowdery, segundo élder de A Igreja de Jesus Cristo dos Santos dos Últimos Dias, o primeiro ordenado por Joseph Smith Jr.

Élder (plural: élderes; do inglês elder: presbítero ou ancião) é um ofício no Sacerdócio de Melquisedeque, autoridade eclesiástica vigente em A Igreja de Jesus Cristo dos Santos dos Últimos Dias e em praticamente todas as ramificações do movimento dos santos dos últimos dias. O ofício de élder é o mais básico na ordem de Melquisedeque.

## História
Segundo a crença dos Santos dos Últimos Dias, os primeiros élderes de A Igreja de Jesus Cristo dos Santos dos Últimos Dias foram Joseph Smith Jr. e Oliver Cowdery, Eles teriam sido ordenados apóstolos, Smith ordenado por Pedro, Tiago e João; e Cowdery ordenado por Smith, quando da restauração do Sacerdócio de Melquisedeque.
Esse sacerdócio, por sua vez, seria a autoridade vigente na igreja primitiva gradativamente perdida após a morte dos apóstolos, resultando em um tempo de apostasia completa, ou "A Grande Apostasia". Após a restauração dessa autoridade, Smith estaria apto a restaurar a Igreja primitiva de Jesus Cristo sobre a Terra.
Joseph Smith ordenou a outros homens esse sacerdócio, de modo que é possível traçar uma linha de sucessão entre aqueles que portam essa autoridade eclesiástica e seu precursor. De fato muitos élderes guardam consigo uma lista de nomes que os liga, por esta sucessão, a Joseph Smith, e desse, segundo a crença dos santos dos últimos dias, a Pedro, Tiago e João; daí a Jesus Cristo, e de Jesus a Deus.

## Ordenação
Em A Igreja de Jesus Cristo dos Santos dos Últimos Dias, homens com mais de 18 anos de idade e que já possuam o Sacerdócio Aarônico no ofício de Sacerdote podem ser ordenados élderes. Para tal, o candidato deve passar por duas entrevistas: a primeira com o líder da congregação local (um Bispo, Presidente de Ramo, ou equivalente) e a segunda com o líder regional, (um Presidente de Estaca, de Distrito, de Missão, ou autoridade equivalente).
Nessas entrevistas as autoridades pretendem analisar o comprometimento do membro com a doutrina da Igreja e sua respectiva obediência, do ponto de vista da teologia dos santos dos últimos dias. Os santos dos últimos dias clamam que tais entrevistas seguem a orientação divina.
Após as entrevistas, e em caso de consentimento por parte de ambos os entrevistadores, o candidato é submetido à aprovação do corpo de portadores do Sacerdócio de Melquisedeque de sua Estaca ou Distrito, o que comumente é feito durante uma Conferência do Sacerdócio da Estaca ou Distrito.
Uma vez apoiado pela congregação, o candidato é ordenado sendo-lhe impostas as mãos sobre a cabeça. A pessoa ou as pessoas que realizam a ordenação devem possuir o Sacerdócio de Melquisedeque. É conferido ao candidato o mesmo sacerdócio e em seguida é-lhe designado o ofício de Élder.

## Deveres
Como entre os santos dos últimos dias a autoridade do sacerdócio é cumulativa, um élder acumula todos os direitos e deveres pertinentes ao Sacerdócio Aarônico.
De acordo com as escrituras dos santos dos últimos dias, é dever de um élder "(...) ensinar, explicar, exortar, batizar e zelar pela igreja" (Doutrina e Convênios | Seção 20:42). Os élderes têm ainda, entre os santos dos últimos dias, autoridade para "(..) ordenar outros élderes, sacerdotes, mestres e diáconos; (...) administrar o pão e o vinho — os emblemas da carne e sangue de Cristo — (...) confirmar a igreja, impondo as mãos e conferindo o Espírito Santo" (Doutrina e Convênios | Seção 20:39-41,43-44).
Um élder tem ainda a autoridade para realizar alguns dos sacramentos (chamados pelos santos dos últimos dias ordenanças) desta igreja, são eles:
1. Qualquer sacramento que possa ser ministrado por um sacerdote.
2. Dar nome e abençoar crianças:[8] "Todo membro da igreja de Cristo que tiver filhos deverá trazê-los aos élderes diante da igreja, os quais lhes devem impor as mãos em nome de Jesus Cristo, abençoando-os em nome dele." (Doutrina e Convênios | Sessão 20:70). Em conformidade com isso, um ou mais élderes apresentam uma criança à congregação, tomando-a nos braços (caso seja um bebê) ou impondo-lhe as mãos (caso seja maior) e proferindo uma oração. Essa cerimônia precisa da autorização de um líder local e acontece mais comummente ao primeiro domingo de cada mês. Confirmação de uma santa dos últimos dias, realizada por três élderes. Grande parte das ordenanças realizadas por um élder são feitas pela imposição de mãos.

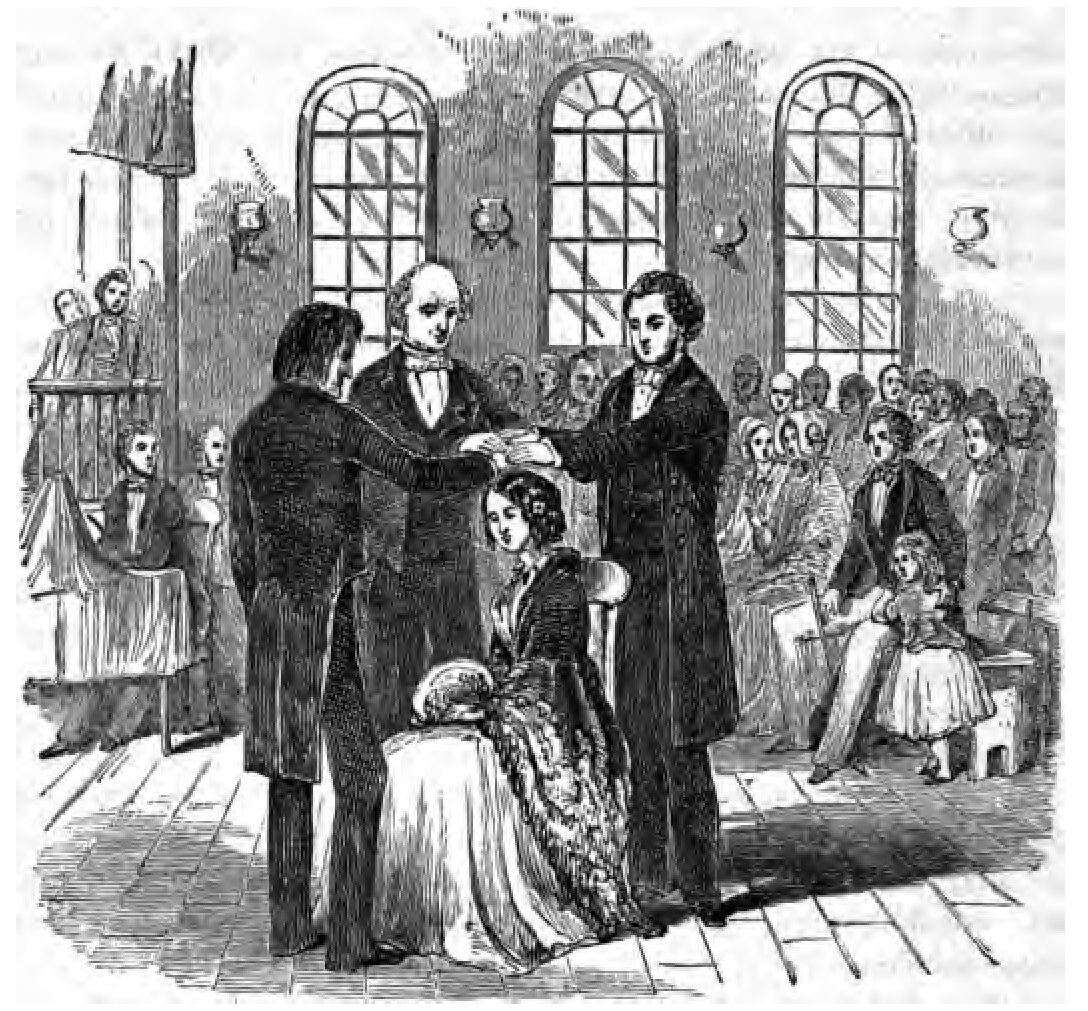
Confirmação de uma santa dos últimos dias, realizada por três élderes. Grande parte das ordenanças realizadas por um élder são feitas pela imposição de mãos.

3. Confirmação de um membro da Igreja:[9] Toda pessoa batizada em A Igreja de Jesus Cristo dos Santos dos Últimos Dias deve receber a confirmação, ou imediatamente após o batismo, ou numa Reunião Sacramental (culto dominical). Um ou mais élderes impõem as mãos sobre a cabeça da pessoa a ser confirmada e um age como porta-voz, oferecendo uma oração que confirma a pessoa como membro da Igreja e concede-lhe o chamado "Dom do Espírito Santo" que é, segundo a crença dos santos dos últimos dias, o direito de uma determinada pessoa ter assistência permanente do Espírito Santo como Consolador, direito esse que é limitado à fidelidade da pessoa às leis da Igreja. Nessa ocasião, o élder porta-voz profere também uma benção à pessoa que recebe o sacramento, onde cita vantagens que, crêem os santos dos últimos dias, tal pessoa receberá de Deus, além de conselhos, tidos também como orientação divina. Essa cerimônia precisa da autorização de um líder local.
4. Conferir o sacerdócio e ordenar a um de seus ofícios:[10] Outra prerrogativa de um élder é conferir o Sacerdócio Aarônico ou de Melquisedeque a outra pessoa (devidamente qualificada) e designá-la para um determinado ofício. Um élder não pode designar alguém a um ofício que ainda não lhe tenha sido conferido. A cerimônia pode contar com um ou mais élderes que impõem as mãos sobre a cabeça do candidato e o porta-voz profere uma oração. Essa cerimônia precisa da autorização de um líder local e/ou regional além do apoio da congregação de membros daquela ordem do sacerdócio.
5. Consagração de óleo:[11] Um ou mais élderes tomam um recipiente aberto com óleo de oliva puro e o porta-voz oferece uma oração em que consagra o óleo para benção e cura de enfermos e aflitos. O óleo então passa a ser usado na ministração aos enfermos. Essa cerimônia não precisa de autorização.
6. Ministração aos enfermos:[12] os santos dos últimos dias proferem orações em que crêem poder curar enfermidades e trazer consolo ou conselho aos que estão aflitos. Clamam eles que esse sacramento corresponde ao que é citado na Bíblia: "Está alguém entre vós doente? Chame os presbíteros da igreja, e esses façam oração sobre ele, ungindo-o com óleo, em nome do Senhor. E a oração da fé salvará o enfermo, e o Senhor o levantará; e, se houver cometido pecados, ser-lhe-ão perdoados." (Epístola de Tiago | Capítulo 5:14-15). A ministração aos enfermos segue dois passos, sendo que o primeiro pode ser suprimido na falta de óleo consagrado, caso a pessoa esteja aflita, mas não enferma. O primeiro passo é realizado por um só élder que deposita uma pequena quantidade do óleo sobre a cabeça da pessoa que recebe a ministração e, impondo as mãos sobre a cabeça dela, profere uma oração onde declara estar ungindo a pessoa. O segundo passo é realizado por um ou mais élderes que, impondo as mãos sobre o ministrado, oram declarando o selamento da unção e ditando algumas palavras, as quais crêem serem inspiradas por Deus e que selariam a cura do enfemo, ou outro resultado, de acordo com o que crêem do mesmo modo ser a vontade de Deus. Essa cerimônia não precisa de autorização, mas é comum que os élderes esperem serem solicitados antes de ministrar a um enfermo, como forma de, segundo crêem, assegurar que aquele que receba a bênção exerça fé em Jesus Cristo e no poder do Sacerdócio.
7. Bênçãos paternas, ou de conforto e conselho:[13] Tais bênçãos podem ser dadas em ocasiões especiais, como quando um membro da família do élder viaja para sua missão, ou para estudar, ou ainda quando o élder e aquele que recebe o sacramento julgarem necessário. Para tal, o élder ora, impondo as mãos sobre quem recebe a bênção, proferindo palavras de conselho, ou advertência, conforme lhe parecer mais apropriado. Não é necessária autorização eclesiástica para ministrar esse sacramento.
8. Dedicação de sepulturas:[14] Para tal sacramento é preciso o consentimento tanto da família da pessoa a ser sepultada quanto de uma autoridade local. O élder ora conforme orientação do Espírito Santo (conforme a crença dos santos dos últimos dias), dedica e consagra o local do sepultamento como sendo o lugar de descanso para o corpo da pessoa falecida e profere palavras de conforto à família do falecido.

## Organização em Quóruns
Em cada congregação onde houver pelo menos um élder não ordenado a outro ofício, lá também haverá um "Quórum de Élderes", que é constituído por, no mínimo, um e, no máximo, 96 élderes, ultrapassando esse limite, o corpo de élderes é dividido.
Um Quórum de Élderes conta com um presidente e dois conselheiros, além de secretários e líderes de comitês, conforme a necessidade e caso o número de membros do Quórum o permita. A presidência do Quórum de Élderes é escolhida pela liderança regional da Igreja (Presidência da Estaca).
Cada Quórum de Élderes é "instituído para ministros permanentes; no entanto, poderão viajar, não obstante serem ordenados ministros estacionários" (Doutrina e Convênios | Sessão 124:137).

## Mestres familiares
Os élderes de A Igreja de Jesus Cristo dos Santos dos Últimos Dias promovem um programa de visitas às famílias dos membros da Igreja em cada congregação. Esse programa é chamado "Programa de Mestres Familiares".
Cabe a uma dupla desses mestres familiares (que são constituídas de élderes, mas também de mestres, sacerdotes e sumo sacerdotes) visitar mensalmente as famílias que lhes forem designadas com uma mensagem. Essa mensagem normalmente vem constante da revista da Igreja "A Liahona" (em português), mas também pode ser atribuído outro tema pela liderança, ou como considerar melhor para a família da dupla de mestres familiares.
Além da mensagem, cumpre aos mestres familiares apoio em assuntos mais corriqueiros e dificuldades menores que a família visitada pode precisar.

## Élder usado como título
O termo élder também é usado como título para aqueles que cumprem algum chamado na Igreja, são eles:
- Missionários de tempo integral: os homens, sua grande maioria jovens entre 18 e 26 anos, servem voluntariamente como missionários durante um período de 24 meses. Durante esse tempo, eles identificam-se usando o título élder, seguidos geralmente de seu apelido de família (sobrenome). As mulheres usam o título síster (do inglês sister : irmã), também geralmente seguido de seu apelido/sobrenome de família. Essas servem, em geral, por 18 meses.
- Autoridades Gerais: Membros da Primeira Presidência, do Quórum dos Doze Apóstolos, de qualquer dos Quóruns dos Setenta, do Bispado Presidente, o Patricarca Presidente, as Setenta Autoridades de Área e os membros da Presidências Gerais da Organização dos Rapazes, Escola Dominical. As mulheres membros das Presidências Gerais da Sociedade de Socorro, Organização das Moças e Primária também são Autoridades Gerais. Elas não recebem, porém, o título élder, mas o título síster, assim como as missionárias.